# 里凯站
里凯站（法語：Riquet）是巴黎地鐵的一個車站。車站名稱來自里凯路，其取自法國工程師皮埃尔-保罗·里凯，他是米迪運河的功臣。車站附近有烏爾克運河。里凯站是巴黎地鐵7號線的車站。

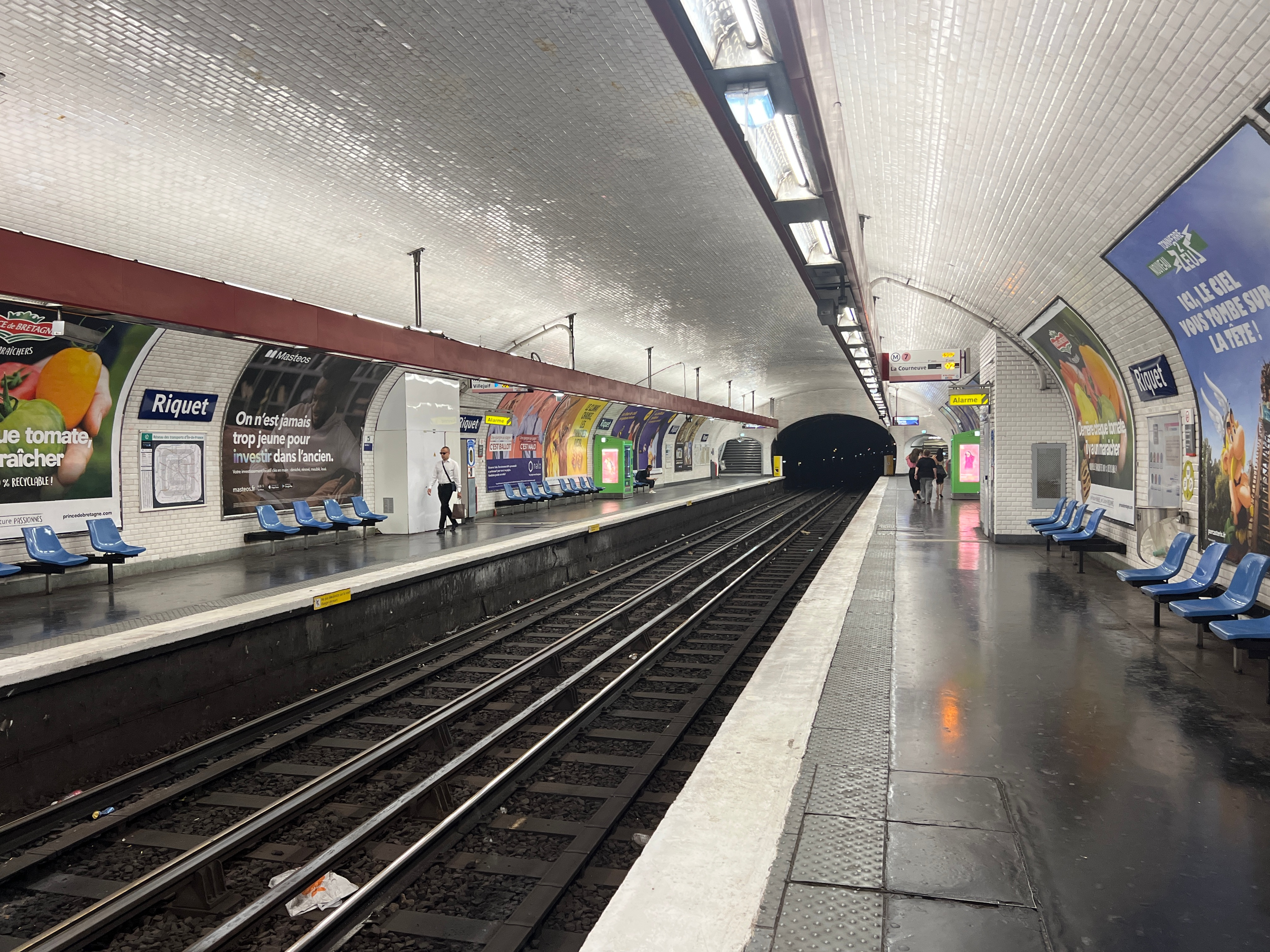
月台（2022年6月）

## 車站結構
| 街道      |                    |                                                 |
| B1        | 月台連接夾層       |                                                 |
| 7號線月台 | 側式月台，右側開門 | 側式月台，右側開門                              |
| 7號線月台 | 南行               | 往猶太城-路易·阿拉貢/伊夫里市政厅（史達林格勒） |
| 7號線月台 | 北行               | 往拉库尔讷沃-1945年5月8日（克里米亞）           |
| 7號線月台 | 側式月台，右側開門 |                                                 |